# 76

76(칠십육)은 75보다 크고 77보다 작은 자연수다.

## 수학
- 합성수로, 그 약수는 1, 2, 4, 19, 38, 76이다. 진약수의 합은 64이므로, 76은 부족수다.
- 6번째 중심있는 오각수다. 앞의 중심있는 오각수는 51, 다음은 106이다.
- 9번째 뤼카 수이자, 가장 큰 두 자리 뤼카 수다. 앞의 뤼카 수는 47, 다음은 123이다.

## 과학
- 오스뮴(Os)의 원자 번호.
- 핼리 혜성의 공전 주기.
- NGC 76: 안드로메다자리 방향에 있는 나선은하.

## 교통
- 고속도로
  - 주간고속도로 제76호선: 오하이오주-뉴저지주 구간과 콜로라도주-네브래스카주 구간이 있으나, 이 두 구간은 번호만 같고 별개의 체계를 가진 노선이다.
  - 유럽 고속도로 76호선: 이탈리아 피사에서 피렌체까지 이어지는 유럽 고속도로.
- 국도 제76호선
  - 미국 76번 국도: 테네시주 채터누가에서 노스캐롤라이나주 라이츠빌비치(영어판)까지 이어지는 미국의 국도.
- 기타 도로
  - 현도 제76호선

## 군사
- U-76: 독일의 군용 잠수함. 제1차 세계 대전에 사용된 1916년제 모델(영어판)과 제2차 세계 대전에 사용된 1940년제 모델(영어판)이 있다.

## 문화유산
- 대한민국의 국보 제76호: 이순신 난중일기 및 서간첩 임진장초
- 대한민국의 보물 제76호: 춘천 근화동 당간지주

## 방송
- 스카이라이프의 채널W 채널 번호.
- 지니 TV의 OCN 무비스2 채널 번호.
- U+ TV의 E채널 채널 번호.
- LG헬로비전의 채널뷰 채널 번호.
- B tv 케이블의 더 무비 채널 번호.
- KT HCN의 E라이크 채널 번호.

## 스포츠
- 미구의 농구팀 필라델피아 세븐티식서스(76ers). 여기서 76은 미국이 독립한 1776년을 뜻한다.

## 작품
- 《76》: 아르민 판 뷔런의 정규 음반. 2003년 6월 16일 출시.

## 기타
- 연도: 76년, 기원전 76년